# Herbert Ross
Herbert Ross, född 13 maj 1927 i Brooklyn i New York, död 9 oktober 2001 i New York, var en amerikansk filmregissör, filmproducent, koreograf och skådespelare. Han var gift med Lee Radziwill men äktenskapet upplöstes strax före hans död.

## Filmografi i urval
- 1972 – En gång till, Sam
- 1973 – Döden går ombord
- 1975 – Funny Lady
- 1975 – The Sunshine Boys
- 1977 – Vändpunkten
- 1977 – Sa jag adjö när jag kom?
- 1978 – California Suite
- 1980 – Nijinsky
- 1981 – Pennies from Heaven
- 1984 – Footloose
- 1987 – Nyckeln till framgång
- 1989 – Blommor av stål
- 1990 – Hur jag lärde en FBI-agent dansa marengo
- 1991 – True Colors
- 1993 – Undercover Blues
- 1995 – Med eller utan killar